# Colorado Springs Switchbacks
El Colorado Springs Switchbacks es un equipo de fútbol de los Estados Unidos que juega en la USL Championship, la segunda liga de fútbol más importante del país.

## Historia
Fue fundado en el año 2013 en la ciudad de Colorado Springs por su propietario Martin Ragain y la empresa Ragain Sports, LLC, ligada a la transmisión de los Juegos Olímpicos.

## Estadio
El club juega sus partidos de local en el Sand Creek Stadium y para el verano del 2014 invirtieron $2.000.000 en su renovación y firmó un contrato de 10 años con la ciudad de Colorado Springs para su utilización en la USL Pro.